# Rachel McDowall
Rachel Anne McDowall, angleška filmska in televizijska igralka, *4. oktober 1984, Whiston, Merseyside, Anglija.

## Biografija
Rachel Anne McDowall se je rodila 4. oktobra 1984 v Whistonu, Merseyside, Anglija. Diplomirala je na kolidžu Laine Theatre Arts college v Epsonu. Najbolje jo poznamo kot Liso v filmu Mamma Mia! The Movie, posnetem po največjih uspešnicah švedske skupine ABBA. Premiera filma je bila 30. junija 2008. Trenutno igra Velmo v oderski verziji muzikala Chicago: The Musical.
Ima stransko vlogo v dvaindvajsetem Jamesu Bondu, Kvantum sočutja, kjer igra Anno. Tudi ta film je bil posnet leta 2008.
Kot sestra Maria Joseph se pojavi v televizijski seriji The Bill.
Leta 2010 jo bomo kot Isabello lahko videli v filmu StreetDance 3D.

## Filmografija

### Filmi
- Mamma Mia! The Movie (2008) kot Lisa
- Kvantum sočutja (2008) kot Anna
- StreetDance 3D (2010) kot Isabella - tudi post-produkcija

### Televizija
- The Bill (2009) kot sestra Maria Joseph